# Heraclia flavisignata
Heraclia flavisignata là một loài bướm đêm trong họ Noctuidae.